# Instinct (serial telewizyjny)
Instinct – amerykański serial telewizyjny (dramat kryminalny, thriller) wyprodukowany przez  Enrico Pallazzo Productions, Alcide Bava Productions oraz Warner Bros. Television, który jest luźną adaptacją powieści "Murder Games" autorstwa Jamesa Pattersona. Serial jest emitowany od 18 marca 2018 roku przez CBS.
W Polsce serial jest emitowany od 6 maja 2019 roku przez Canal+ Seriale.
18 sierpnia 2019 roku stacja CBS ogłosiła  zakończenie produkcji serialu po dwóch sezonach.
Serial opowiada o Dylanie Reinhart, byłym agencie CIA, który prowadzi spokojne życie wykładowcy na uczelni oraz pisarza. Pewnego dnia nowojorska policja prosi go o pomoc przy złapaniu seryjnego mordercy.

## Obsada
- Alan Cumming jako profesor Dylan Reinhart[5]
- Bojana Novakovic jako detektyw Lizzie Needham[6]
- Daniel Ings jako Tracy[7]
- Naveen Andrews jako Julian[8]
- Sharon Leal jako porucznik Jasmine Gooden[9]
- Whoopi Goldberg jako Reinhart's lector

## Odcinki
| Sezon | Odcinki | Oryginalna emisja w CBS | Oryginalna emisja w CBS | Polska emisja w Canal+ Seriale | Polska emisja w Canal+ Seriale |
| Sezon | Odcinki | Premiera sezonu         | Finał sezonu            | Premiera sezonu                | Finał sezonu                   |
| ----- | ------- | ----------------------- | ----------------------- | ------------------------------ | ------------------------------ |
| 1     | 13      | 18 marca 2018           | 1 lipca 2018            | 6 maja 2019                    | 10 czerwca 2019                |
| 2     | 11      | 16 czerwca 2019         | 25 sierpnia 2019        | —                              | —                              |

### Sezon 1 (2018)
| Nr | #  | Tytuł               | Reżyseria          | Scenariusz                     | Premiera w CBS   | Premiera w Canal+ Seriale |
| -- | -- | ------------------- | ------------------ | ------------------------------ | ---------------- | ------------------------- |
| 1  | 1  | Pilot               | Marc Webb          | Michael Rauch                  | 18 marca 2018    | 6 maja 2019               |
| 2  | 2  | Wild Game           | Doug Aarniokoski   | Carol Flint, Connie Burge      | 25 marca 2018    | 6 maja 2019               |
| 3  | 3  | Secrets and Lies    | Peter Werner       | Chris Ambrose                  | 1 kwietnia 2018  | 13 maja 2019              |
| 4  | 4  | I Heart New York    | Constantine Makris | Michael Rauch                  | 8 kwietnia 2018  | 13 maja 2019              |
| 5  | 5  | Heartless           | Don Scardino       | Michael Rauch                  | 22 kwietnia 2018 | 20 maja 2019              |
| 6  | 6  | Flat Line           | Laura Belsey       | Tanya Barfield                 | 29 kwietnia 2018 | 20 maja 2019              |
| 7  | 7  | Owned               | Doug Aarniokoski   | Jill Abbinanti                 | 6 maja 2018      | 27 maja 2019              |
| 8  | 8  | Long Shot           | Jay Chandrasekhar  | Carl Flint                     | 27 maja 2018     | 27 maja 2019              |
| 9  | 9  | Bad Actors          | Jim McKay          | Dan E. Fesman                  | 27 maja 2018     | 3 czerwca 2019            |
| 10 | 10 | Bye Bye Birdie      | Doug Aarniokoski   | Connie Burge                   | 3 czerwca 2018   | 3 czerwca 2019            |
| 11 | 11 | Blast From the Past | Cherie Nowlan      | Lee Ellenberg                  | 17 czerwca 2018  | 10 czerwca 2019           |
| 12 | 12 | Live                | Ed Ornelas         | Michael Ballin, Thomas Aguilar | 24 czerwca 2018  | 10 czerwca 2019           |
| 13 | 13 | Tribal              | Michael Rauch      | Michael Rauch                  | 1 lipca 2018     | 10 czerwca 2019           |

### Sezon 2 (2019)
| Nr | #  | Tytuł           | Reżyseria          | Scenariusz                         | Premiera w CBS   | Premiera w Canal+ Seriale |
| -- | -- | --------------- | ------------------ | ---------------------------------- | ---------------- | ------------------------- |
| 14 | 1  | Stay Gold       | Stephen Surjik     | Michael Rauch                      | 30 czerwca 2019  | 7 października 2019       |
| 15 | 2  | Broken Record   | Alex Pilai         | Keith Foglesong                    | 7 lipca 2019     | 7 października 2019       |
| 16 | 3  | Finders Keepers | Lee Rose           | Carol Flint                        | 14 lipca 2019    | 14 października 2019      |
| 17 | 4  | Big Splash      | John Behring       | Marc Dube                          | 21 lipca 2019    | 14 października 2019      |
| 18 | 5  | Ancient History | Randy Zisk         | Constance M. Burge, Jill Abbinanti | 28 lipca 2019    | 21 października 2019      |
| 19 | 6  | One-of-a-Kind   | Janice Cooke       | Michael J. Ballin, Thomas Aguilar  | 4 sierpnia 2019  | 21 października 2019      |
| 20 | 7  | After Hours     | Joe Collins        | Erica Saleh                        | 11 sierpnia 2019 | 28 października 2019      |
| 21 | 8  | Go Figure       | Cherie Nowlan      | Anthony Johnston                   | 11 sierpnia 2019 | 28 października 2019      |
| 22 | 9  | Manhunt         | Constantine Makris | John Cockrell                      | 18 sierpnia 2019 | 4 listopada 2019          |
| 23 | 10 | Trust Issues    | Lee Rose           | Carol Flint, Constance M. Burge    | 18 sierpnia 2019 | 4 listopada 2019          |
| 24 | 11 | Grey Matter     | Michael Rauch      | Michael Rauch                      | 25 sierpnia 2019 | nieemitowany              |

## Produkcja
Pod koniec stycznia 2017 roku, stacja CBS zamówiła pilotowy odcinek dramatu.
W kolejnym miesiącu do obsady dołączyli: Bojana Novakovic jako detektyw Lizzie Needham, Naveen Andrews jako Julian oraz Daniel Ings jako Tracy.
12 maja 2017 roku, stacja CBS zamówiła serial na sezon telewizyjny 2017/2018, w którym główną rolę zagra Alan Cumming.
Pod koniec czerwca 2017 roku, poinformowano, że w serialu zagra Sharon Leal.
13 maja 2018 roku stacja CBS zamówiła oficjalnie 2 sezon serialu.